# Kenneth Bainbridge

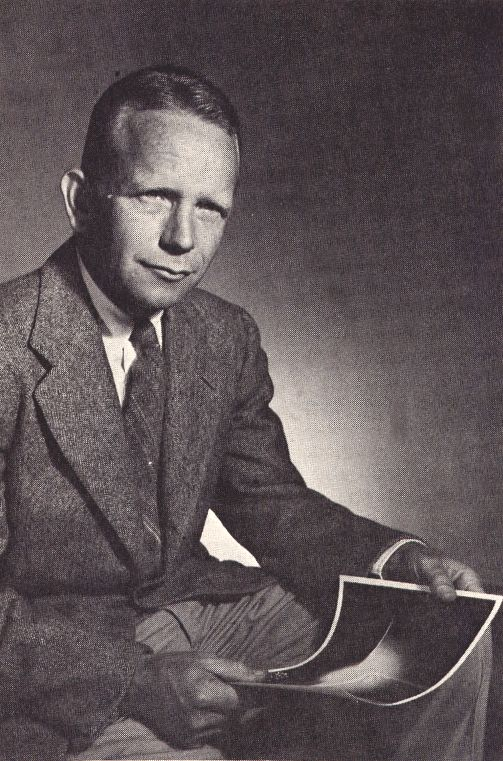
Kenneth Bainbridge

Kenneth Tompkins Bainbridge (* 27. Juli 1904 in Cooperstown, New York; † 14. Juli 1996 in Lexington (Massachusetts)) war ein US-amerikanischer Physiker.

## Leben
Bainbridge studierte 1922 bis 1926 Elektroingenieurwesen am Massachusetts Institute of Technology (MIT) und danach Physik an der Princeton University, wo er 1929 bei Henry DeWolf Smyth promoviert wurde. Er war 1933/34 Guggenheim Fellow und arbeitete nach seiner Promotion an der Harvard University an Zyklotronen. 1932 entwickelte er ein Massenspektrometer, mit dem er sehr genaue Messungen der Massen von Isotopen vornehmen konnte, was damals eindrucksvoll die Äquivalenz von Masse und Energie nach Albert Einstein bestätigte. 1934 wurde er Assistant Professor in Harvard. Während des Zweiten Weltkriegs war er ab 1940 am MIT Radiation Laboratory in leitender Position in der Radarentwicklung (Abteilungsleiter und Mitglied des Leitungsrats) und ab 1943 im Manhattan Project in Los Alamos. Dort leitete er zunächst die Instrumentenentwicklung und danach unter George Kistiakowsky die konkrete Konstruktion der Plutoniumbombe (Gadget genannt), die im Trinity-Test am 16. Juli 1945 gezündet wurde. Nach dem Krieg ging er 1946 als Professor an die Harvard University zurück, wo er den Bau eines Synchro-Zyklotrons initiierte (das unter Beteiligung von Robert R. Wilson 1946/47 entwickelt wurde) und 1950 bis 1954 der Physik Fakultät vorstand. In den 1950er Jahren wurde er ein entschiedener Gegner von Kernwaffentests und er trat während der McCarthy-Ära entschieden für verfolgte Kollegen ein. 1961 wurde er Leverett Professor of Physics und 1975 emeritierte er in Harvard.
Zu seinen Doktoranden zählt Edward Mills Purcell.
1932 wurde er Fellow der American Physical Society. 1937 wurde er in die American Academy of Arts and Sciences gewählt und 1946 wurde er Mitglied der National Academy of Sciences.